# پورنوگرافی میلف

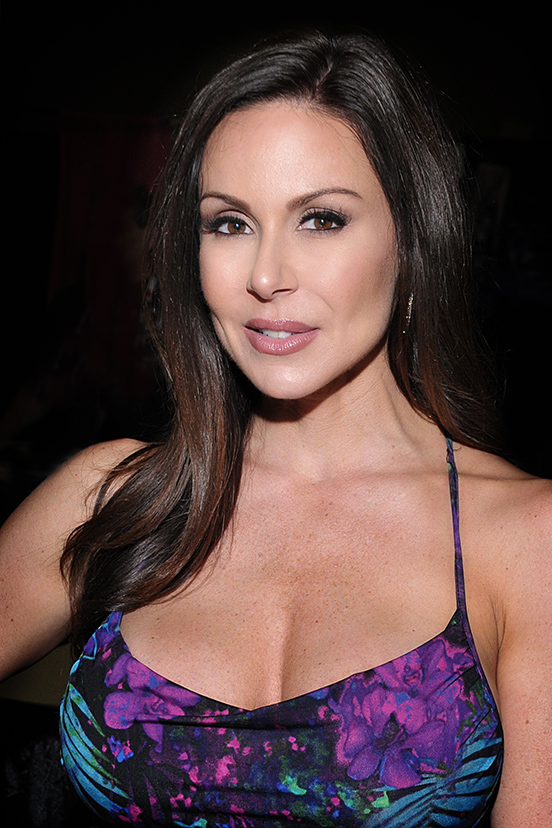
کندرا لاست

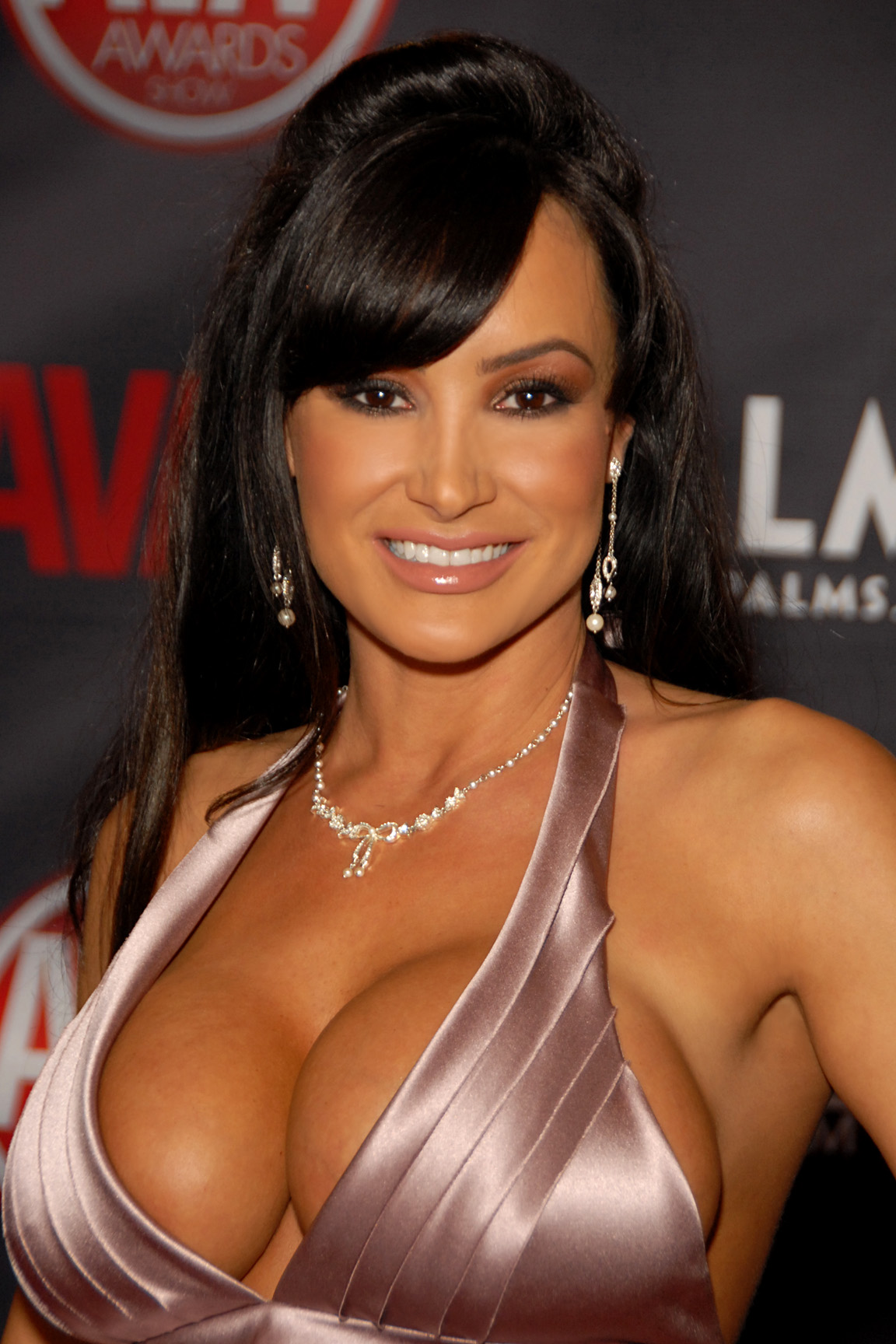
لیسا ان در نمایشگاه جوایز ای وی ان در لاس وگاس ولی، نوادا در ۹ ژانویه ۲۰۱۰

پورنوگرافی میلف یک سبک از پورنوگرافی است که در آن بازیگر نقش اول مؤنث معمولاً زنانی در سنین ۳۰ تا ۵۰ هستند؛ هرچند که بسیاری از بازیگران این نوع از فیلم پورن، کارشان را درحوالی ۲۵ سالگی آغاز کرده‌اند.

## تاریخچه
قدیمیترین استفاده میلف در پست یوزنت (۱۹۹۵) دربارهٔ تصاویر مادرهای جذاب مجله تصویری پلی‌بوی است.
بعد از استفاده کردن میلف برای شخصیت مادر استیفلر (جنیفر کولیج) در فیلم امریکن پای ۱۹۹۹ این واژه معروف شد.